# Dorymyrmex paiute
Dorymyrmex paiute is een mierensoort uit de onderfamilie van de Dolichoderinae. De wetenschappelijke naam van de soort is voor het eerst geldig gepubliceerd in 1995 door Snelling, R.R..